# Lago Baleque
O lago Baleque (em turco: Balık gölü), Massiane (em curdo: gola Masiyan) é um lago de água doce represado por lava na província de Are, no leste da Turquia. Ele tem uma das maiores elevações dos lagos do país.

## Geografia
O lago está situado na fronteira distrital de Taslechai e Doubeiazete na província de Are. A costa oeste do lago fica em Taslechai e a costa leste em Doubeiazete. Sua distância à cidade de Taslechai é de 26 quilômetros (16 milhas), enquanto para a cidade de Doubeiazete é de 60 quilômetros (37 milhas). Fica a 60 quilômetros (37 milhas) de [[Are (Turquia)|Are}]. Formado por uma barragem de lava, a geologia e a geomorfologia do lago apresentam características de rochas ofiolíticas e sedimentares. Está situado nas montanhas Aras a uma altitude de cerca de 2 250 metros (7 380 pés) em relação ao nível médio do mar, tornando-o um dos lagos mais altos da Turquia. A área média de sua superfície é de 34 quilômetros quadrados (13 milhas quadradas). A profundidade máxima é de 37 metros (121 pés). O lago é alimentado por uma série de riachos das montanhas circundantes e águas subterrâneas, e por sua vez alimenta o rio Gurgure a sudeste. O lago fica em uma área com clima continental. Os invernos são rigorosos e as estações da primavera e do outono são curtas. A precipitação é principalmente na forma de neve em vez de chuva. No inverno, o lago congela e fica coberto de gelo de espessura de até 20 centímetros (7,9 polegadas).

## Biota
Particularmente seu sudeste pantanoso é coberto de juncos. Há terras agrícolas e prados nas proximidades. Sua fauna é composta por diversas espécies de pássaros. Uma ilha de tamanho 0,15 hectare (0,37 acres) no lago é a área de nidificação do negrola-de-asa-branca-europeia. O lago também é um habitat de aves aquáticas de importância nacional, no entanto, não está sob proteção. A truta no lago é consumida como alimento e também como medicamento. A vida selvagem observada na área ao redor são as espécies de aves como águia, falcão, perdiz, pato-real, gaivota, codorna, galinhola e mamíferos como lebre, raposa e lobo.